# Abdel Hamid Kichk
عبد الحميد كشك
Abd al-Hamid Kishk (en arabe : عبد الحميد كشك), (10 mars 1933 - 6 décembre 1996) est un religieux musulman sunnite égyptien.

## Biographie
Abd al-Hamid Kishk nait le 10 mars 1933 à Shubrakhit, un petit village près d'Alexandrie. Son père meurt avant qu'Abd al-Hamid n'atteigne l'âge d'être scolarisé. Néanmoins, il rejoint une des écoles d'Al Azhar et, à l'âge de 12 ans, il a mémorisé le Coran. C'est à cet âge qu'il tombe malade et perd la vue. Néanmoins, au lieu de se démoraliser, la perte de sa vue l'encourage à apprendre plus et à persévérer. Il obtient le grade d'érudit de la faculté d'Ûsûl ad-Dîn d'Al Azhar et est recruté comme Imam, donnant des khutbas  (des discours) à travers l'Égypte.
En 1964, il obtient la chaire (minbar) de la mosquée d'Aïn al-Hayat au Caire comme plateforme opérationnelle. En 1965, après une critique verbale du gouvernement égyptien, il est emprisonné pendant deux ans et demi. Le sommet de sa renommée se situe entre 1967 et le début de 1980 quand des foules de 10 000 personnes viennent régulièrement écouter ses sermons du vendredi, souvent, à la mosquée du district de Kobry Al Koba, au Caire. Il est célèbre et particulièrement apprécié.

Il est arrêté peu de temps avant l'assassinat d'Anouar el-Sadate mais est relâché par Hosni Moubarak en 1982, interdit de prêche public et consigné à résidence. Néanmoins, ses cassettes enflammées continuent d'être largement diffusées. La mosquée où il prêchait est transformée en un centre de santé publique.
Il meurt le vendredi 6 décembre 1996, en pleine prière.

### Renommée
L'auteur Gilles Kepel écrit à propos de la renommée du cheikh: 

« Dans les dernières années de la présidence d'Anouar el-Sadate, il était impossible de déambuler dans les rues du Caire sans entendre la voix de stentor de Kishk. Si on montait dans un taxi collectif, le conducteur écoutait un des sermons enregistrés par le Cheikh Kishk. On écoutait Kishk au Caire, à Casablanca et dans toute la zone nord-africaine de Marseille. Un magazine financé par les saoudiens l'avait surnommé l'« étoile des prêcheurs islamiques »... avec ses incomparables cordes vocales, sa culture musulmane panoramique, ses capacités phénoménales d'improvisation et son humour acerbe consacré à la critique des régimes infidèles, les dictatures militaires, les accords de Camp David avec Israël ou la complicité d'al-Azhar... Si grande était sa renommée, que le Ministère du Waqf dut construire plusieurs annexes à la mosquée pour accueillir les foules du vendredi. En 1981, malgré tout, même ces abris se révélèrent insuffisants pour accueillir les 10 000 personnes environ qui venaient régulièrement l'écouter. »